# Jdan, Zaricine
Jdan (în ucraineană Ждань) este un sat în comuna Kuhitska Volea din raionul Zaricine, regiunea Rivne, Ucraina.

## Demografie
Componența lingvistică a localității Jdan
     Ucraineană (99,45%)
     Alte limbi (0,55%)
Conform recensământului din 2001, majoritatea populației localității Jdan era vorbitoare de ucraineană (99,45%), existând în minoritate și vorbitori de alte limbi.